# Alina Nowicka-Jeżowa
Alina Maria Nowicka-Jeżowa (ur. 24 maja 1946 w Zakopanem) – polska literaturoznawczyni (specjalność: literatura i kultura epok dawnych), profesor dr habilitowana, komparatystka, profesor Uniwersytetu Warszawskiego, członek Polskiej Akademii Umiejętności, Towarzystwa Naukowego Warszawskiego, Towarzystwa Naukowego im. Adama Mickiewicza, doktor honoris causa Katolickiego Uniwersytetu Lubelskiego Jana Pawła II.

## Życiorys naukowy
W 1968 roku ukończyła studia magisterskie w zakresie filologii polskiej i słowiańskiej na Uniwersytecie Jagiellońskim w Krakowie, gdzie następnie rozpoczęła studia doktoranckie. Kontynuowała je w Warszawie. Pracę doktorską obroniła w 1974 roku. W 1989 roku uzyskała stopień doktora habilitowanego, a pięć lat później profesora nauk humanistycznych.
Od 1970 pracuje na Uniwersytecie Warszawskim, na Wydziale Polonistyki, od 2010 w Instytucie Badań Interdyscyplinarnych (obecnie Wydział „Artes Liberales”). Na Wydziale Polonistyki pełniła funkcje dyrektora (1993–1996) i przewodniczącej Rady Naukowej (1996–2002) Instytutu Literatury Polskiej, kierowała Zakładem Literatury i Kultury Dawnej (1996–2007) i Zespołem Badań Literackich nad Historią Kultury Epok Dawnych, dziekana Wydziału Polonistyki (2002–2006), członka rad naukowych instytutów Wydziału Polonistyki. W Instytucie Badań Interdyscyplinarnych, a następnie na Wydziale Artes Liberales, zorganizowała Laboratoria: „Humanizm polski. Dziedzictwo i współczesność”, „Kultura Pierwszej Rzeczypospolitej. XV-XVIII wiek” oraz Pracownię „Humanizm. Hermeneutyka wartości”. Obecnie prace badawcze Pracowni skupiają się wokół tematu „Obraz natury w kulturze intelektualnej, literackiej i artystycznej doby staropolskiej i Oświecenia”. Na forum ogólnouniwersyteckim zainicjowała Międzywydziałowe Interdyscyplinarne Humanistyczne Studia Doktoranckie oraz Międzywydziałowy Zespół Komparatystyki, kierowała nim w latach 2003–2012 i obecnie.
Wykładała na Katolickim Uniwersytecie Lubelskim (była kierownikiem Katedry Literatury Staropolskiej i Komparatystyki, 1991-1993) i Uniwersytecie Opolskim. Pełniła funkcje członka i przewodniczącej Komitetu Nauk o Literaturze Polskiej PAN oraz członka Komitetu i Centralnej Komisji do spraw Tytułów i Stopni Naukowych. Kierowała programami badawczymi, m.in. „Jan Andrzej Morsztyn – poeta marinistyczny”, „Kultura polskiego baroku w Europie XVII wieku” (Subsydium Profesorskie Fundacji na rzecz Nauki Polskiej), „Humanizm. Idee, nurty, paradygmaty humanistyczne w kulturze polskiej”, realizowanym jako Projekt Badawczy Zamawiany w sieci łączącej IBI z uniwersytetami polskimi, „Kultura Pierwszej Rzeczypospolitej w Europie. Hermeneutyka wartości” (dwunastotomowa synteza).
Od 1996 jest członkiem korespondentem od 2005 członkiem zwyczajnym Towarzystwa Naukowego Warszawskiego. W 2006 została członkiem korespondentem, w 2013 członkiem czynnym Polskiej Akademii Umiejętności.
Uczestniczyła w międzynarodowych programach badawczych: „Canons de la culture et thématisation de l´histoire en Europe Centrale”, „Polonica i Skoklostersamlingen på Skokloster slott”, „European Network for Baroque Cultural Heritage”. Wygłaszała referaty i wykłady na uniwersytetach włoskich, szwedzkich, niemieckich, czeskich, węgierskich. Była inicjatorką i współtwórczynią Pierwszego Kongresu Polonistyki Zagranicznej i Międzynarodowego Naukowego Komitetu Studiów Polonistycznych (1998). Stworzyła serie naukowe: „Nauka o Literaturze Polskiej za Granicą” (ukazało się 15 tomów), „Polonika w Riksarkivet. Skoklostersamlingen”, „Humanizm. Idee – nurty, paradygmaty humanistyczne w kulturze polskiej”. Wielotomowy korpus tej serii obejmuje trzy zespoły: „Humanizm polski. Syntezy” (T. I–X), „Inedita” (T. I–VII), „Polonika” (T. I–VII).

## Nagrody, odznaczenia i wyróżnienia
Laureatka Subsydium Profesorskiego Fundacji na Rzecz Nauki Polskiej (edycja 2002), Wyjazdowego Stypendium Naukowego dla laureatów Programu „Mistrz” tejże Fundacji, nagród Indywidualnych Ministra Edukacji Narodowej (1979, 1990, 1993, 2001) i Rektora UW (sześciokrotnie 2002-2006, 2019). Odznaczona Krzyżem Kawalerskim Orderu Odrodzenia Polski (2011) i Odznaką Zasłużonego dla Kultury Polskiej (2010). W 2016 została doktorem honoris causa Katolickiego Uniwersytetu Lubelskiego

## Dorobek naukowy
W dorobku naukowym badaczki, liczącym ok. 300 publikacji krajowych i zagranicznych, mieszczą się monografie, rozprawy i artykuły poświęcone literaturze i kulturze epok dawnych oraz zagadnieniom metodologicznym, edycje krytyczne, tomy zbiorowe utrwalające zespołowe programy badawcze, realizowane pod jej kierunkiem.
Jest autorką książek poświęconych głównie literaturze epoki baroku (Jan Andrzej Morsztyn i Giambattista Marino. Dialog poetów europejskiego baroku, 2000, praca ukazała się także w języku włoskim; Pieśni czasu śmierci. Studium z historii duchowości XVI–XVIII w., 1992; Sarmaci i śmierć. O staropolskiej poezji żałobnej, 1992) oraz licznych artykułów publikowanych w kraju i za granicą (głównie we Włoszech), a także wydawcą Zbioru rytmów Kaspra Miaskowskiego z serii Biblioteka Pisarzy Staropolskich (1995). Ostatnio wydała obszerną syntezę twórczości Jana Kochanowskiego: Spotkania w labiryncie. Szkice o poezji Jana Kochanowskiego (2019, praca została wydana także w Rzymie w języku włoskim: Jan Kochanowski. Dieci saggi, 2018).
Lista wybranych publikacji
Monografie
- Madrygały staropolskie. Z dziejów liryki miłosnej w epoce renesansu i baroku, Ossolineum, Wrocław 1978.
- Pieśni czasu śmierci. Studium z historii duchowości XVI-XVIII w., TN KUL, Lublin 1992.
- Sarmaci i śmierć. O staropolskiej poezji żałobnej, PWN, Warszawa 1992.
- Jan Andrzej Morsztyn i Giambattista Marino. Dialog poetów europejskiego baroku, Wydawnictwo Wydziału Polonistyki UW, Warszawa 2000 (wersja włoska: Morsztyn e Marino. Un dialogo poetico dell´Europa Barocca, Il Calamo, „La Sapienza”, Roma 2001).
- Barok polski między Europą i Sarmacją. Część pierwsza: Profile i zarysy całości, Neriton, Warszawa 2009-2011.
- Jan Kochanowski. Dieci saggi, Accademia Polacca delle Scienze Centro di Studi a Roma 2018.
- Spotkania w labiryncie. Szkice o poezji Jana Kochanowskiego, Polska Akademia Umiejętności, Kraków 2019.
- Edycje
- Kasper Miaskowski, Zbiór rytmów, Warszawa 1995, Biblioteka Pisarzy Staropolskich, nr 3.

Monografie zbiorowe (koncepcja naukowa i redakcja /współredakcja/ naukowa)
- Literatura polskiego baroku w kręgu idei, red. A. Nowicka-Jeżowa, M. Hanusiewicz i A. Karpiński, Redakcja Wydawnictw KUL, Lublin 1995.
- Przekład literacki. Teoria – Historia – Współczesność. W stulecie urodzin J. Parandowskiego, red. A. Nowicka-Jeżowa i D. Knysz-Tomaszewska, Wydawnictwo Naukowe PWN, Warszawa 1997.
- Badania porównawcze. Dyskusja o metodzie, Świat Literacki, Izabelin 1998.
- Polonistyka na świecie. Pierwszy Kongres Polonistyki Zagranicznej, red. A. Nowicka-Jeżowa, S. Dubisz, J. Święch, Warszawa 1998.
- Inspiracje platońskie literatury staropolskiej, red. A. Nowicka-Jeżowa i P. Stępień, Wydział Polonistyki UW, Zakład Graficzny UW, Warszawa 2000.
- Barok polski wobec Europy. Kierunki dialogu, red. A. Nowicka-Jeżowa, przy współpr.. E. Bem, Wydawnictwo ANTA, Warszawa 2003.
- Barok polski wobec Europy. Sztuka przekładu, red. A. Nowicka-Jeżowa i M. Prejs, Wydawnictwo ANTA, Warszawa 2005.
- Polonika w Archiwum Narodowym Szwecji. Kolekcja Skokloster i inne zbiory. Polonica in the Swedish National Archives. The Skokloster Collection and Other Materials, Sztokholm/Stockholm, red. A. Nowicka-Jeżowa I E. Teodorowicz-Hellman, Stockholms Universitet 2007, „Stockholm Slavic Papers” 14.
- Humanizm polski. Długie trwanie – tradycje – rewizje. (Wstęp do badań), red. A. Nowicka-Jeżowa, M. Cieński, A. Pawlak, Neriton, Warszawa 2008-2009.
- Humanitas. Projekty antropologii humanistycznej, Część 1: Paradygmaty – tradycje – profile historyczne; Część 2: Inspiracje filozoficzne projektów antropologicznych, red. A. Nowicka-Jeżowa, Neriton, Warszawa 2009-2010.
- Humanism in Polish Culture, red. A. Nowicka-Jeżowa, W. Pawlak, P. Urbański, Frankfurt 2011.
- Drogi i rozdroża współczesnej komparatystyki europejskiej, red. A. Nowicka-Jeżowa, K. Wierzbicka-Trwoga, T. Wójcik, Elipsa, Warszawa 2012.
- Humanizm między Wschodem i Zachodem, pod redakcją M. Baraniak i A. Świder-Pióro. Opieka naukowa M. Kalinowska i A. Nowicka-Jeżowa, Wydawnictwa Uniwersytetu Warszawskiego, Warszawa 2019.

Pozostałe
- A.Nowicka-Jeżowa, Post-Tridentine Jesuit Writers and the Humanist Tradition. Continuities and Revaluations in the Works of Piotr Skarga, w: Universalia et Particularia. Ars et Praxis Societatis Iesu in Polonia, red. Bogna Bohdanowicz, Tomasz Jeż, Wydawnictwo Naukowe Sub Lupa, Warszawa 2018, ISBN 978-83-65886-56-9.
- A.Nowicka-Jeżowa, Związki polsko-włoskie w badaniach Profesora Tadeusza Ulewicza, w: Profesor Tadeusz Ulewicz jako badacz dawnej literatury i kultury, red. R. Mazurkiewicz, Polska Akademia Umiejętności, Kraków 2018, s. 39–70.
- A.Nowicka-Jeżowa, Sante Graciotti: Studioso, maestro, amico. Alcune considerazioni dopo 60 anni di studi sulla letteratura polacca e slava (Atti dell’Accademia Polacca), vol. 6: 2017, Roma 2018. Publikacja oparta na wystąpieniu autorki w Stacji Polskiej w Rzymie na sesji poświęconej prezentacji tomu studiów prof. Sante Graciottiego, opublikowanego w kierowanej przez autorkę serii „Nauka o Literaturze Polskiej za Granicą” (2016): Artykuł został poświęcony najwybitniejszemu poloniście i slawiście starszego pokolenia, towarzyszącemu przez 60 lat nauce i kulturze polskiej.
- C. Backvis, Panorama poezji polskiej epoki baroku, t. 1-2, Optima, red. A. Nowicka-Jeżowa, R. Krzywy, Warszawa 2003.

Referaty i wykłady
- „Wacław Potocki w swojej podgórskiej ojczyźnie”, ref. Inaugurujący Ogólnopolską Konferencję Naukową „Podkarpacie literackie na przestrzeni wieków”, Uniwersytet Rzeszowski i Państwowa Wyższa Szkoła Wschodnioeuropejska w Przemyślu, Rzeszów – Przemyśl, 24–26 kwietnia 2018.
- Rex Interpretum Polonorum w skarbcu rzeczy dawnych i nowych, referat inaugurujący ogólnopolską konferencję „W poszukiwaniu nowości. Refleksje o literaturze dawnej pod patronatem Piotra Kochanowskiego (w czterechsetletnią rocznicę opublikowania Gofreda)”, Uniwersytet Śląski, Wisła, 22–24 października 2018
- „Jan Kochanowski jako projektodawca humanistyczno-renesansowego dyskursu wolności”, Referat na konferencji „Najwyższa Pani swoich praw…” Idee wolności, niepodległości i suwerenności Rzeczypospolitej 1569-1795. Instytut Badań Literackich PAN, Polskie Towarzystwo Badań nad Wiekiem Osiemnastym, Zamek Królewski we Wwie, 5–7 listopada 2018.
- A.Nowicka-Jeżowa, „Listy Horacego”, w Cyklu Spotkań Koła Naukowego „Kultura Staropolska”: „Rok Akademicki 1554”, 7 stycznia 2019 [zob. plakat]